# Roccella Valdemone
Roccella Valdemone là một đô thị ở tỉnh Messina trong vùng Sicilia của Italia, có vị trí cách khoảng 150 km về phía đông của Palermo và vào khoảng 50 km về phía tây nam của Messina. Tại thời điểm ngày 31 tháng 12 năm 2004, đô thị này có dân số 802 người và diện tích là 41 km².
Roccella Valdemone giáp các đô thị: Castiglione di Sicilia, Malvagna, Mojo Alcantara, Montalbano Elicona, Randazzo, Santa Domenica Vittoria.